# Wes McLeod
Wesley Alan McLeod (Vancouver; 24 de octubre de 1957), más conocido como Wes McLeod, es un jugador de fútbol canadiense retirado que jugó dieciocho partidos con la selección de fútbol de Canadá.
En otoño de 1992, fue contratado para entrenar al equipo de fútbol de la Clearwater High School y en abril de 2005, fue incluido en el Salón de la Fama del Fútbol Canadiense al mismo tiempo que su tío Norm. En septiembre de 2003, los Sidekicks retiraron la camiseta número ocho, la que usaba.

## Trayectoria
En 1975, se trasladó al Vancouver Columbus FC. En 1977, firmó con Tampa Bay Rowdies de la North American Soccer League.
En agosto de 1984, firmó con el New York Cosmos de la Major Indoor Soccer League. Firmó con Dallas Sidekicks el 25 de febrero de 1985 y se retiró en mayo de 1992.

## Selección nacional
Hizo su debut en la selección a los 17 años el 9 de julio de 1975 contra Polonia en Toronto. Un año después fue a los Juegos Olímpicos de Montreal y tuvo un partido memorable contra la Unión Soviética en el Estadio Olímpico.

### Participaciones en Juegos Olímpicos
| Torneo                   | Sede     | Resultado    |
| ------------------------ | -------- | ------------ |
| Juegos Olímpicos de 1976 | Montreal | Primera fase |

### Partidos y goles internacionales
| \| N.º \| Fecha \| Ciudad \| Local \| Res. \| Visitante \| Competición \| Goles \| \| --- \| ------------------------ \| ------------------- \| ----------------- \| ---- \| -------------- \| ------------------------------------------------- \| ------- \| \| 1 \| 9 de julio de 1975 \| Toronto \| Canadá \| 1:4 \| Polonia \| Amistoso \| - \| \| 2 \| 27 de octubre de 1976 \| Toluca de Lerdo \| México \| 0:0 \| Canadá \| Clasificación para el Campeonato Concacaf de 1977 \| - \| \| 3 \| 22 de diciembre de 1976 \| Puerto Príncipe \| Canadá \| 3:0 \| Estados Unidos \| Clasificación para el Campeonato Concacaf de 1977 \| - \| \| 4 \| 11 de septiembre de 1977 \| Puerto España \| Trinidad y Tobago \| 1:1 \| Canadá \| Amistoso \| - \| \| 5 \| 15 de septiembre de 1980 \| Vancouver \| Canadá \| 4:0 \| Nueva Zelanda \| Amistoso \| - \| \| 6 \| 17 de septiembre de 1980 \| Edmonton \| Canadá \| 3:0 \| Nueva Zelanda \| Amistoso \| - \| \| 7 \| 18 de octubre de 1980 \| Toronto \| Canadá \| 1:1 \| México \| Clasificación para la Copa Mundial de 1982 \| - \| \| 8 \| 25 de octubre de 1980 \| Fort Lauderdale \| Estados Unidos \| 0:0 \| Canadá \| Clasificación para la Copa Mundial de 1982 \| - \| \| 9 \| 1 de noviembre de 1980 \| Vancouver \| Canadá \| 2:1 \| Estados Unidos \| Clasificación para la Copa Mundial de 1982 \| - \| \| 10 \| 9 de noviembre de 1980 \| Tegucigalpa \| Honduras \| 2:0 \| Canadá \| Amistoso \| - \| \| 11 \| 11 de noviembre de 1980 \| Ciudad de Guatemala \| Guatemala \| 0:1 \| Canadá \| Amistoso \| - \| \| 12 \| 16 de noviembre de 1980 \| Ciudad de México \| México \| 1:1 \| Canadá \| Clasificación para la Copa Mundial de 1982 \| - \| \| 13 \| 12 de octubre de 1981 \| San Fernando \| Trinidad y Tobago \| 2:4 \| Canadá \| Amistoso \| - \| \| 14 \| 12 de noviembre de 1981 \| Tegucigalpa \| Honduras \| 2:1 \| Canadá \| Campeonato de Naciones de 1981 \| - \| \| 15 \| 15 de noviembre de 1981 \| Tegucigalpa \| México \| 1:1 \| Canadá \| Campeonato de Naciones de 1981 \| - \| \| 16 \| 21 de noviembre de 1981 \| Tegucigalpa \| Cuba \| 2:2 \| Canadá \| Campeonato de Naciones de 1981 \| Anotado \| \| 17 \| 2 de junio de 1985 \| Seúl \| Ghana \| 1:2 \| Canadá \| Amistoso \| - \| \| 18 \| 9 de junio de 1985 \| Gwangju \| Canadá \| 1:6 \| Irak \| Amistoso \| - \| |                          |                     |                   |      |                |                                                   |         |
| N.º | Fecha                    | Ciudad              | Local             | Res. | Visitante      | Competición                                       | Goles   |
| 1 | 9 de julio de 1975       | Toronto             | Canadá            | 1:4  | Polonia        | Amistoso                                          | -       |
| 2 | 27 de octubre de 1976    | Toluca de Lerdo     | México            | 0:0  | Canadá         | Clasificación para el Campeonato Concacaf de 1977 | -       |
| 3 | 22 de diciembre de 1976  | Puerto Príncipe     | Canadá            | 3:0  | Estados Unidos | Clasificación para el Campeonato Concacaf de 1977 | -       |
| 4 | 11 de septiembre de 1977 | Puerto España       | Trinidad y Tobago | 1:1  | Canadá         | Amistoso                                          | -       |
| 5 | 15 de septiembre de 1980 | Vancouver           | Canadá            | 4:0  | Nueva Zelanda  | Amistoso                                          | -       |
| 6 | 17 de septiembre de 1980 | Edmonton            | Canadá            | 3:0  | Nueva Zelanda  | Amistoso                                          | -       |
| 7 | 18 de octubre de 1980    | Toronto             | Canadá            | 1:1  | México         | Clasificación para la Copa Mundial de 1982        | -       |
| 8 | 25 de octubre de 1980    | Fort Lauderdale     | Estados Unidos    | 0:0  | Canadá         | Clasificación para la Copa Mundial de 1982        | -       |
| 9 | 1 de noviembre de 1980   | Vancouver           | Canadá            | 2:1  | Estados Unidos | Clasificación para la Copa Mundial de 1982        | -       |
| 10 | 9 de noviembre de 1980   | Tegucigalpa         | Honduras          | 2:0  | Canadá         | Amistoso                                          | -       |
| 11 | 11 de noviembre de 1980  | Ciudad de Guatemala | Guatemala         | 0:1  | Canadá         | Amistoso                                          | -       |
| 12 | 16 de noviembre de 1980  | Ciudad de México    | México            | 1:1  | Canadá         | Clasificación para la Copa Mundial de 1982        | -       |
| 13 | 12 de octubre de 1981    | San Fernando        | Trinidad y Tobago | 2:4  | Canadá         | Amistoso                                          | -       |
| 14 | 12 de noviembre de 1981  | Tegucigalpa         | Honduras          | 2:1  | Canadá         | Campeonato de Naciones de 1981                    | -       |
| 15 | 15 de noviembre de 1981  | Tegucigalpa         | México            | 1:1  | Canadá         | Campeonato de Naciones de 1981                    | -       |
| 16 | 21 de noviembre de 1981  | Tegucigalpa         | Cuba              | 2:2  | Canadá         | Campeonato de Naciones de 1981                    | Anotado |
| 17 | 2 de junio de 1985       | Seúl                | Ghana             | 1:2  | Canadá         | Amistoso                                          | -       |
| 18 | 9 de junio de 1985       | Gwangju             | Canadá            | 1:6  | Irak           | Amistoso                                          | -       |

## Clubes
| Club               | País           | Año       |
| ------------------ | -------------- | --------- |
| Vancouver Columbus | Canadá         | 1975-1977 |
| Tampa Bay Rowdies  | Estados Unidos | 1977-1984 |
| New York Cosmos    | Estados Unidos | 1984-1985 |
| Dallas Sidekicks   | Estados Unidos | 1985-1992 |

## Palmarés

### Títulos nacionales
| Título                              | Equipo            | País           | Año     |
| ----------------------------------- | ----------------- | -------------- | ------- |
| North American Soccer League Indoor | Tampa Bay Rowdies | Estados Unidos | 1979-80 |